# Herbert P. Broida
Herbert Philip Broida (Aurora, Colorado, 25 de dezembro de 1920 – Santa Bárbara, Califórnia, 9 de abril de 1978) foi um físico estadunidense, que trabalhou nas áreas de espectroscopia atômica e molecular.

## Vida
Broida começou sua formação acadêmica na Universidade do Colorado nas disciplinas de economia, sociologia e filosofia e mudou no início da década de 1940 na Universidade Harvard para a física. Em razão das consequências de um adoecimento por poliomielite na infância não foi convocado para o serviço militar durante a Segunda Guerra Mundial, sendo engajado como professor para familiares de militares na Universidade Wesleyan. Após o final da guerra retornou para a Universidade Harvard, onde obteve um doutorado em 1949 com uma tese sobre aplicações de fotomultiplicadores. Em seguida trabalhou até 1963 no Instituto Nacional de Padrões e Tecnologia em Washington, D.C. Em 1952 recebeu uma bolsa Guggenheim, passando um ano no Imperial College London. Em 1953 foi eleito fellow da American Physical Society (APS) e em 1957 da Associação Americana para o Avanço da Ciência (AAAS).
Em 1963 foi para o recém-criado Departamento de Física da Universidade da Califórnia em Santa Bárbara (UCSB). Lá construiu o Laboratório de Física Molecular. Foi um dos primeiros pesquisadores a reconhecer o grande potencial da aplicação do laser no estudo de moléculas. Desde 1973 foi diretor do Quantum Institute da Universidade. Publicou mais de 200 artigos científicos.
Morreu em 9 de abril de 1978 próximo a Santa Barbara em um acidente durante uma caminhada.

## Reconhecimentos
Desde 1980 a American Physical Society concede o Prêmio Herbert P. Broida.<x ref>«Herbert P. Broida Prize» (em inglês). American Physical Society. Consultado em 21 de julho de 2019</ref>